# 米制公约

米制公约签署国：
前成员国
前附属成员
成员国
附属成员

《米制公约》（法語：Convention du Mètre），17个国家于1875年5月20日在巴黎签署的一项国际公约。依该公约成立了旨在协调国际计量和协调米制发展的国际计量组织，同时也设立了监督该组织运行的机构体系。最初，米制仅涉及质量和长度单位，但1921年的第6届国际计量大会对其进行了修订，将任务扩展到所有物理量的测量。在1960年的第11届国际计量大会更新了米制公约框架下旧有的单位制体系，改为“国际单位制”（SI）。
依米制公约，国际计量组织包含3个层次的机构设置：
- 国际计量大会（法語：Conférence générale des poids et mesures，简称CGPM）：是米制公约的最高组织形式，通常每4年在巴黎召开一次会议，由米制公约各成员国和附属成员代表参加。
- 国际计量委员会（法語：Comité international des poids et mesures，简称CIPM）：是该组织的领导和监督机构，由来自18个不同成员国的18名计量专家组成。
- 国际计量局（法語：Bureau international des poids et mesures，简称BIPM）：广义指米制公约所建立的国际计量组织；狭义指该国际组织的局址或秘书处，坐落于法国塞夫勒，保存着国际千克原器，负责国际计量组织的日常运行。国际计量局的组织结构包括：局长，物理计量、时间、电离辐射、化学四个科研处，以及局长办公室、国际联络与合作部、综合服务部三个职能部门，2017年拥有来自多个国家的70余名工作人员。来自英国国家物理研究院（NPL）的马丁·米尔顿（Martin J.T. Milton）博士自2013年1月1日起任国际计量局局长。

该公约的成员国被限定为法国的邦交国，但是1999年，为那些希望参与CIPM互认协议（CIPM-MRA）而无法以成员国身份加入国际计量局的国家和经济体设立了附属成员的类别。

## 背景

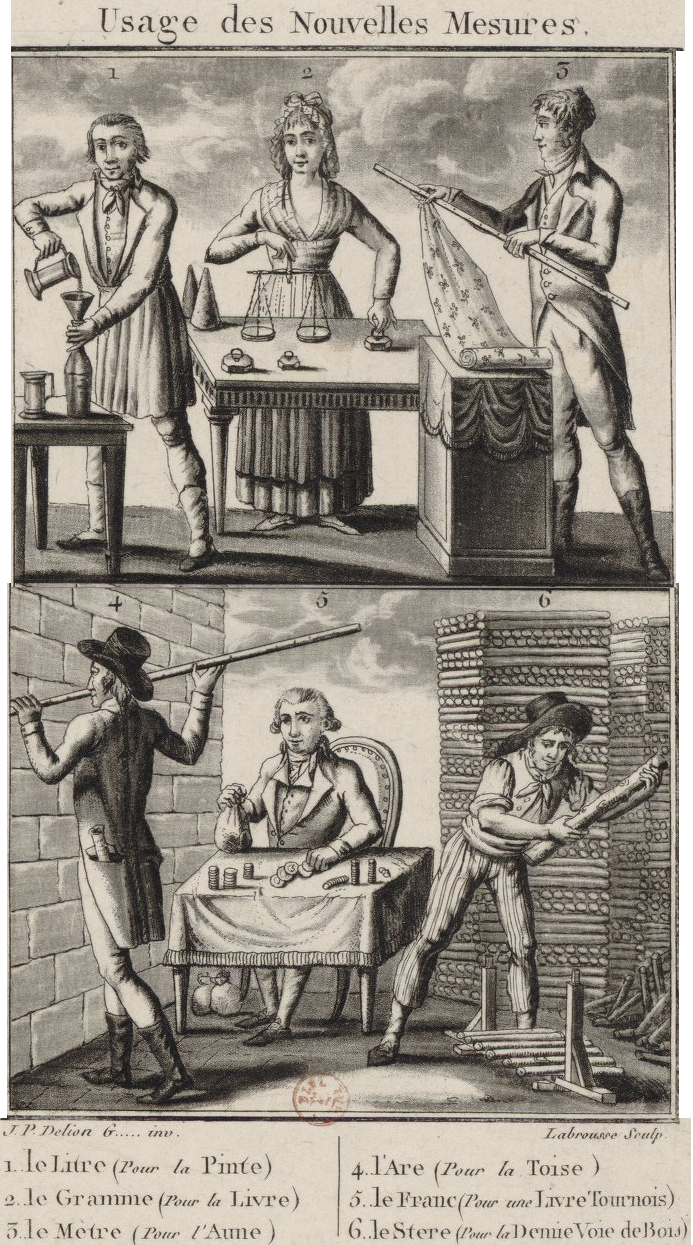
1800年的版画，描述了当年11月4日新的十进制单位成为全法国的法定单位

法国大革命前，虽然有俄罗斯等少数国家使用他国的计量系统，但其他的欧洲各国都使用着不同的计量单位。法国大革命初期，法国国民制宪议会决定统一法国的度量衡，而且他们决定放弃标准化既有计量系统，而是利用自然界的量创造一套全新计量单位。1795年4月7日，法国通过的相关法案对新的计量体系进行了定义，米制单位诞生。1799年，法国政府公告使用米制系统。
19世纪初开始，米制被欧洲各国和天文、物理等国际组织相继采用或推荐采用，米制在世界上的影响迅速扩大。1817年，荷兰开始采用米制单位，1850年至1870年间，又有一些国家陆续接受了米制单位，包括西班牙、很多南美洲共和国、意大利和德国等。1863年，万国邮政联盟开始使用克来表示信件重量。法国政府于1870年8月、1872年9月两次召开由采用米制国家代表参加的“国际米制委员会”会议。

## 1875年大会
1875年大会代表面对的首要任务就是法国政府持有的米和千克原器的替代和成立一个组织负责全球范围内标准的维护。该大会未将其自身与其他的测量单位相联系。但大会有被法国和德国政治操纵的意味，尤其是法国几年前刚刚因被普鲁士击败而受辱。尽管法国失去了对米制系统的控制，但他们也确保了它被交给了国际组织而不是德国，况且这个国际组织的总部还是设在巴黎的。

### 参考标准

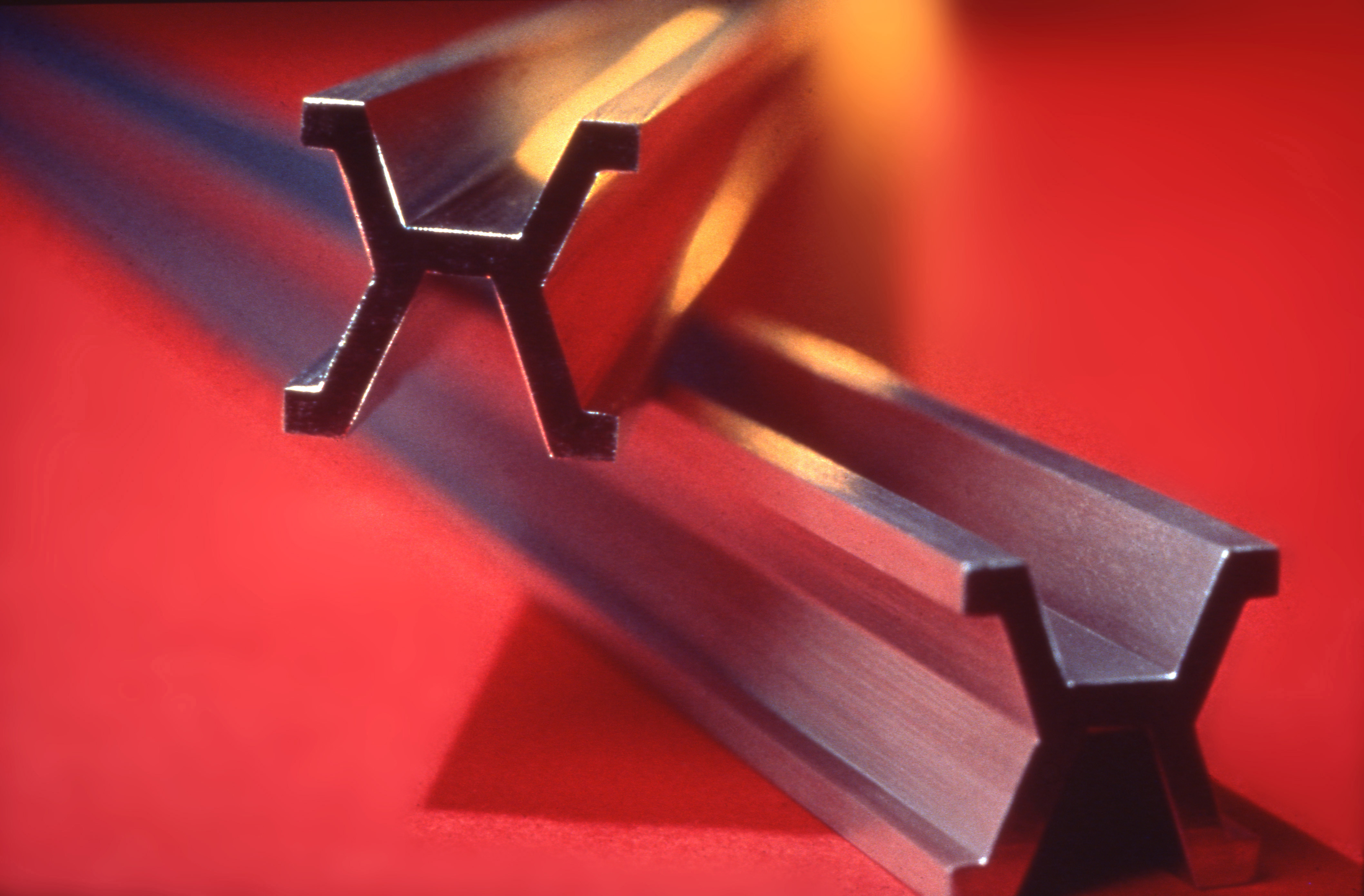
历史上的国际米原器棒，由铂铱合金制成，曾是1889年至1960年的标准。

#### 国际计量委员会

国际计量局的印章

### 互认协议

符合CIPM MRA计划的实验室所用的标识

### 国际单位制新定义

新国际单位制中，七个基本单位（彩色）和七个基本物理常数（灰色）之间的关系。